# Contea di Wayne (Missouri)
La contea di Wayne in inglese Wayne County è una contea dello Stato del Missouri, negli Stati Uniti. La popolazione al censimento del 2000 era di 13 259 abitanti. Il capoluogo di contea è Greenville